# 彼得斯贝格 (萨克森-安哈尔特州)
彼得斯贝格（德語：Petersberg，發音：[ˈpeːtɐsˌbɛʁk]）是德国萨克森-安哈尔特州萨勒县的市镇，面积102.68平方千米，2023年12月31日人口为9,267人。